# Biểu tình phản đối Sáng kiến Tam giác Phát triển ở Campuchia 2024
Vào ngày 18 tháng 8 năm 2024, một nỗ lực biểu tình đã được diễn ra tại Phnôm Pênh, Campuchia nhằm phản đối sáng kiến Tam giác Phát triển giữa ba quốc gia Campuchia, Lào và Việt Nam (CLV) được ký kết từ năm 1999. Các nỗ lực biểu tình được diễn ra trong bối cảnh kỷ niệm 25 năm sáng kiến được ký kết, tâm lý bài Việt Nam của người Campuchia gia tăng cùng với việc chính quyền Hun Sen và Hun Manet đàn áp các phong trào đối lập. Trước đó, vào ngày 23 tháng 7 năm 2024, bốn nhà hoạt động xã hội đã bị bắt giữ sau khi đăng tải các thông tin cho rằng thông qua sáng kiến Tam giác Phát triển, Việt Nam có thể xâm phạm chủ quyền lãnh thổ hoặc giành quyền kiểm soát tài nguyên thiên nhiên ở khu vực Đông Bắc Campuchia. Sau vụ việc này, một số tổ chức chính trị ngoài Campuchia và người Campuchia ở nước ngoài đã kêu gọi biểu tình phản đối sáng kiến trong nước. Một nhóm trên Telegram cũng được lập ra nhằm kêu gọi biểu tình vào lúc 16 giờ ngày 18 tháng 8 năm 2024. Ngoài ra, nhiều người biểu tình còn kêu gọi làm theo Bangladesh để lật đổ chính phủ.
Sau những lời kêu gọi biểu tình, chính phủ Campuchia khẳng định sẽ ngăn chặn cuộc biểu tình bằng mọi giá và đã triển khai một lực lượng vũ trang lớn ở thủ đô Phnôm Pênh. Nỗ lực biểu tình đã thất bại khi chính quyền Campuchia đã bắt giữ nhiều người được cho là khởi xướng và có liên quan đến cuộc biểu tình từ ngày hôm trước. Ít nhất 30 người đã bị bắt giữ cùng nhiều vật dụng được chuẩn bị cho cuộc biểu tình như xăng, dao, côn, dùi cui, ná cao su và đạn kim loại. Ngày 18 tháng 8, Bộ Quốc phòng Campuchia tuyên bố rằng không có bất kỳ cuộc biểu tình nào diễn ra. Mặc dù vậy, nhiều nhóm hoạt động chính trị ngoài Campuchia vẫn tiếp tục kêu gọi một đợt biểu tình mới vào ngày 1 tháng 9 năm 2024. Tuy nhiên, các cuộc biểu tình sau đó phần lớn vẫn diễn ra ở nước ngoài.
Đến ngày 20 tháng 9, trước áp lực chỉ trích từ dư luận và để tránh các phe đối lập "làm cái cớ để lừa dối người dân và kích động hỗn loạn xã hội", Hun Sen chính thức tuyên bố Campuchia sẽ rút khỏi Sáng kiến Tam giác Phát triển.

## Bối cảnh

### Sáng kiến Tam giác Phát triển
Vào năm 1999, tại thủ đô Viêng Chăn của Lào, Thủ tướng Campuchia Hun Sen lần đầu tiên đưa ra sáng kiến thành lập Tam giác Phát triển (CLV–DTA) nằm giữa ngã ba Đông Dương trong Hội nghị Cấp cao giữa các Thủ tướng của ba nước Việt Nam, Lào và Campuchia. Sáng kiến này nhằm mục tiêu phát triển kinh tế cho 13 tỉnh biên giới của ba nước lần lượt là Ratanakiri, Stung Treng, Mondulkiri và Kratié ở miền Đông Campuchia; Attapeu, Saravane, Sekong và Champasack ở miền Nam Lào; cùng với Kon Tum, Gia Lai, Đắk Lắk, Đắk Nông và Bình Phước thuộc khu vực Tây Nguyên và Đông Nam Bộ ở Việt Nam. Sáng kiến này được ký kết vào năm 1999 và bắt đầu có hiệu lực từ năm 2004. Các Hội nghị liên quan đến sáng kiến cũng được tổ chức nhiều lần tại Thành phố Hồ Chí Minh (2002), Siem Reap (2004), Lâm Đồng (2006), Viêng Chăn (2008), Phnôm Pênh (2010)... Ngoài ra, còn có hai lần Hội nghị tổ chức kết hợp với Nhật Bản vào năm 2004 và 2005. Sáng kiến cũng bao gồm việc đơn giản hóa quá trình vận chuyển hàng hóa xuyên biên giới. Đến năm 2024, Hội nghị lần thứ 13 về sáng kiến đã được tổ chức tại Lào, đánh dấu kỷ niệm 25 năm thành lập. Trong khoảng thời gian này, Việt Nam đã đầu tư 110 dự án với tổng vốn đầu tư 3,7 tỷ USD trong các khu vực thuộc sáng kiến. Tuy nhiên, khi sáng kiến này được đưa ra, một số đảng đối lập với Đảng Nhân dân Campuchia (CPP) lo ngại rằng thỏa thuận này sẽ khiến các tỉnh miền Đông Campuchia rơi vào tay Việt Nam. Ngoài ra, chính phủ cũng bị chỉ trích vì không có những giải thích cụ thể cho người dân về sáng kiến này.

### Sự căm phẫn Việt Nam về lịch sử và kinh tế
Bắt đầu từ cuối thể kỷ XVII, khi Đế quốc Khmer bắt đầu suy yếu, quyền tiếp cận hàng hải ở phía đông của quốc gia này dần bị hạn chế bởi sự bành trướng của Việt Nam và ảnh hưởng từ các Trung Quốc. Cùng lúc đó, do tình trạng bất ổn xã hội, Campuchia thường xuyên phải cống nạp cho các nước láng giềng hùng mạnh hơn như Xiêm (tiền thân của Thái Lan) ở phía Tây và Việt Nam ở phía Đông. Trong nội bộ triều đình, các phe phái đối lập thường xuyên tìm kiếm sự hậu thuẫn từ những nước láng giềng. Trong khi Xiêm cần nhân lực của Campuchia để chống lại Miến Điện, thì Việt Nam lại muốn khai thác nguồn tài nguyên từ quốc gia này. Trong 14 năm kể từ năm 1833, Việt Nam và Xiêm đã tranh giành quyền kiểm soát Campuchia.
Năm 1863, khi Pháp tiến hành xâm lược Đông Dương, Campuchia trở thành một nước bảo hộ dưới sự cai trị của Pháp. Pháp đã thực hiện nhiều chính sách khai hóa thuộc địa và sử dụng Campuchia để phục vụ cho sự phát triển của Việt Nam. Sau khi rời khỏi khu vực, Pháp đã chuyển giao các tỉnh Kampuchea Krom từng thuộc Campuchia trước đây cho Việt Nam vào năm 1949. Cũng trong giai đoạn này, mặc dù có sự hợp tác, song những người theo chủ nghĩa dân tộc Campuchia vẫn không tin tưởng vào Việt Nam và cho rằng đây là một nỗ lực của Việt Nam nhằm tạo ra một Đông Dương rộng lớn do mình kiểm soát. Điều này đã dẫn đến các chiến dịch tàn sát người Việt do Lon Nol và Pol Pot khởi xướng nhằm giành lại khu vực Đồng bằng sông Cửu Long, trong đó Pol Pot là người công khai căm ghét Việt Nam mạnh mẽ nhất. Cuộc tranh giành này đã bắt đầu từ thời kỳ chiến tranh Việt Nam, khi Việt Nam Cộng hòa đang quản lý khu vực đó. Sau khi chính quyền Sài Gòn sụp đổ vào ngày 30 tháng 4 năm 1975, mặc dù các phong trào cộng sản tiếp tục nắm quyền ở cả hai nước, nhưng mối quan hệ giữa Khmer Đỏ và Đảng Cộng sản Việt Nam ngày càng trở nên căng thẳng, dẫn đến cuộc chiến tranh Việt Nam – Campuchia với việc Việt Nam chiếm đóng hầu hết lãnh thổ Campuchia. Chính vì vậy, nỗi sợ Việt Nam của người Campuchia vẫn luôn thường trực. Mặc dù đã nhiều năm sau chiến tranh, nhiều người Campuchia vẫn coi Việt Nam như một "kẻ thù lịch sử" khi nhắc đến việc mất vùng lãnh thổ Kampuchea Krom, bao gồm một phần của Đồng bằng sông Cửu Long hiện thuộc về Việt Nam.
Vấn đề Việt Nam tại Campuchia đã trở thành một chủ đề nhạy cảm ở quốc gia này và thường xuyên được các đảng đối lập sử dụng để tấn công Đảng Nhân dân Campuchia – một đảng chính trị được Việt Nam đưa lên nắm quyền sau khi lật đổ chế độ Khmer Đỏ vào tháng 1 năm 1979 và có mối quan hệ chặt chẽ với Hà Nội.  Kể từ khi Đế quốc Khmer sụp đổ, nền kinh tế Việt Nam vẫn luôn phát triển hơn so với Campuchia. Mặc dù cả hai quốc gia đều bị tàn phá nặng nề sau chiến tranh Việt Nam, nhưng cuộc cải cách kinh tế vào năm 1986 của Việt Nam đã giúp đất nước này nhanh chóng tái thiết. Nhờ đó, nền kinh tế Việt Nam ngày càng toàn cầu hóa và phát triển vượt bậc, điều này thường gây ra sự phẫn nộ trong lòng người Campuchia khi họ cho rằng Việt Nam là nguyên nhân của nhiều khó khăn mà dân tộc họ phải đối mặt. Về mặt văn hóa, sự khác biệt giữa hai nước càng làm sâu sắc thêm sự thù địch, trong khi Campuchia chịu ảnh hưởng từ văn hóa Ấn Độ, còn Việt Nam lại chịu ảnh hưởng từ văn hóa Trung Hoa.
Tuy nhiên, từ những năm 2010, Hun Sen đã trở thành đồng minh của Trung Quốc, sự ủng hộ của Campuchia đối với Trung Quốc cũng góp phần làm thất bại nỗ lực của Hiệp hội các quốc gia Đông Nam Á trong việc chỉ trích thái độ hung hăng của Trung Quốc ở Biển Đông, trong đó có các vấn đề liên quan đến Việt Nam. Những dự án như hãng hàng không tư nhân, sòng bạc, du lịch... nằm trong khuôn khổ sáng kiến Một vành đai, Một con đường càng kéo Campuchia xích lại gần hơn với Trung Quốc. Tính đến năm 2018, Campuchia đã trở thành quốc gia nhận nhiều viện trợ nhất từ Trung Quốc trong khu vực Đông Nam Á và Trung Quốc cũng chiếm đến 62% khoản nợ của Campuchia. Trong những năm 2020, Trung Quốc tiếp tục tăng cường vai trò của mình ở nước này thông qua việc nâng cấp Căn cứ Hải quân Ream và xây dựng kênh đào Phù Nam Techo trên sông Mê Kông, gây ảnh hưởng đến khu vực Đồng bằng sông Cửu Long của Việt Nam. Dự án này được cho là nhằm giúp Campuchia "tự thở" mà không bị lệ thuộc quá nhiều vào Việt Nam, chính phủ Campuchia cũng nhiều lần sử dụng ngôn từ chống Việt Nam, mặc dù không cụ thể.

### Đàn áp các phong trào đối lập

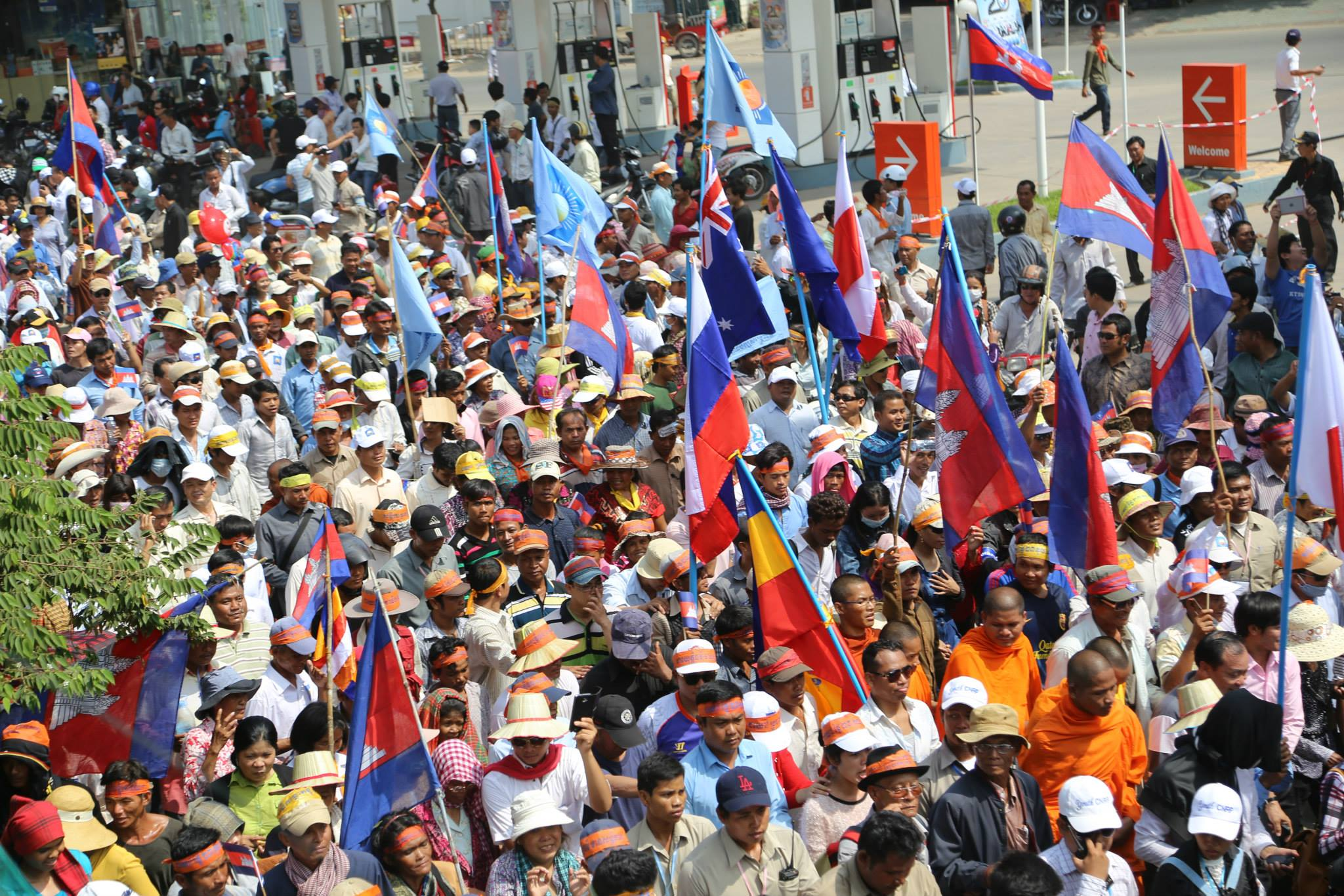
Nhiều người biểu tình ủng hộ phe đối lập giơ cờ Campuchia và cờ của các nước phương Tây vào năm 2013.

Cuộc đàn áp các phong trào đối lập đã bắt đầu diễn ra kéo dài từ năm 2013 khi Đảng Cứu quốc Campuchia (CNRP), một đảng chính trị đối lập với CPP, giành được hơn 40% phiếu bầu và tuyên bố cuộc bầu cử vào năm đó là gian lận khi Hun Sen tái nhậm chức Thủ tướng Campuchia. Vào năm 2017, chính phủ của Hun Sen đã kêu gọi Tòa án Tối cao Campuchia giải thể CNRP, ra lệnh bắt giữ Chủ tịch Đảng này là Kem Sokha với tội danh "phản quốc". Ông sau đó bị tuyên án 27 năm tù giam vào năm 2023. 118 cá nhân có liên quan đến đảng này cũng bị cấm hoạt động chính trị trong vòng 5 năm kể từ khi đảng bị giải thể. Theo Báo cáo thế giới năm 2014 của Tổ chức Theo dõi Nhân quyền thì kể từ sau sự kiện này, Campuchia đã "đắm chìm trong khủng hoảng nhân quyền". Tương tự, theo Báo cáo Nhân quyền Campuchia năm 2013 của Bộ Ngoại giao Hoa Kỳ, chính quyền Campuchia đã duy trì sự kiểm soát đối với lực lượng an ninh và lực lượng này đã nhiều lần vi phạm nhân quyền.
Đến tháng 8 năm 2023, Hun Sen bắt đầu chuyển giao quyền lực cho con trai mình là Hun Manet. Mặc dù vậy, quyền lực chính trị của Hun Sen vẫn còn bao trùm Campuchia khi ông vẫn giữ chức Chủ tịch Thượng viện Campuchia và Chủ tịch Đảng Nhân dân Campuchia cầm quyền. Cuộc bầu cử năm 2023 cũng bị chỉ trích là một cuộc bầu cử giả tạo khi đảng đối lập duy nhất là Đảng Sam Rainsy đã bị loại khỏi cuộc đua vì "không đủ tư cách" tham gia tranh cử. Trong giai đoạn Hun Sen và con trai ông cầm quyền, các cuộc đàn áp đối với những người bất đồng chính kiến đã gia tăng, với việc bắt giữ những người chỉ trích hoặc buộc nhiều người phải chạy trốn ra nước ngoài. Các đảng đối lập trên thực tế đã bị cấm hoạt động và vô hiệu hóa ở Campuchia. Vào tháng 5 năm 2024, Chủ tịch Đảng Sam Rainsy Teav Vannol đã bị bắt giữ khi trở về Campuchia sau những phát ngôn chỉ trích Hun Manet và Hun Sen trên truyền thông Nhật Bản và bị tuyên phạt 1,5 triệu USD. Vào tháng 7, khoảng 10 nhà hoạt động cũng bị bắt giữ với cáo buộc âm mưu chống chính phủ và xúc phạm nhà vua.

## Diễn biến

### Các hoạt động bắt giữ và kêu gọi biểu tình trong nước
Vào ngày 23 tháng 7 năm 2024, ba nhà hoạt động xã hội đã đăng tải một đoạn video kéo dài 11 phút trên Facebook bình luận về sáng kiến Tam giác Phát triển giữa ba nước Việt Nam, Lào và Campuchia. Các nhà hoạt động này đã bày tỏ quan ngại rằng sáng kiến có thể khiến Campuchia mất lãnh thổ ở khu vực Đông Bắc hoặc mất quyền kiểm soát tài nguyên thiên nhiên vào tay Việt Nam. Trước đó, một nhà hoạt động cũng đã bị bắt giữ sau khi có những bình luận công khai chỉ trích sáng kiến Tam giác Phát triển và dự án kênh đào Phù Nam Techo do Trung Quốc thực hiện. Ngay sau sự việc này, Chủ tịch Thượng viện Campuchia Hun Sen đã nhiều lần chỉ trích những lời bình luận của các nhà hoạt động xã hội. Ông cũng nhấn mạnh các phát ngôn này đã "vi phạm pháp luật" và sẽ không có chuyện CLV–DTA khiến lãnh thổ Campuchia rơi vào tay Việt Nam.
Trong khoảng thời gian này, một nhóm trên Telegram có tên "Đoàn kết vì Tổ quốc" đã được lập ra nhằm kêu gọi biểu tình trước Cung điện Hoàng gia vào lúc 16 giờ ngày 18 tháng 8. Vào ngày 11 tháng 8, hàng ngàn người Campuchia đã tổ chức biểu tình tại Hàn Quốc, Nhật Bản và Úc, yêu cầu chính phủ rút khỏi CLV–DTA. Một người biểu tình ở Hàn Quốc và một số cá nhân trong nước cũng đã tuyên bố trên mạng xã hội về việc nên làm theo Bangladesh để lật đổ chính phủ. Ngay sau sự việc này, Tổng cục Cảnh sát Quốc gia Campuchia đã lên án và phản đối những âm mưu lật đổ chính quyền, đồng thời khẳng định sẽ "bảo vệ và duy trì tuyệt đối hòa bình, an ninh quốc gia, ổn định xã hội và trật tự công cộng". Lực lượng Vũ trang Hoàng gia Campuchia cũng xác nhận với Campuja News rằng họ ủng hộ Chính phủ về sáng kiến CLV–DTA và sẽ "loại bỏ" bất kỳ nhóm nào phản đối Chính phủ. Một ngày sau, Hun Sen đã đăng tải trên Facebook cảnh báo về những lời kêu gọi lật đổ chính phủ Campuchia như những gì xảy ra ở Bangladesh. Ông cũng khẳng định rằng chính phủ không chia sẻ đất đai cho bất kỳ quốc gia nào và cũng không có ý định cắt đứt một phần lãnh thổ của mình để trở thành một vùng tự trị.
Vào ngày 13 tháng 8, Phong trào Dân chủ Khmer có trụ sở ở Hoa Kỳ đã đưa ra tuyên bố cho rằng sáng kiến này sẽ trở thành vỏ bọc cho phép "nước ngoài" thực hiện các hoạt động phá rừng bất hợp pháp, cưỡng chế đất đai và khai thác tài nguyên ở Campuchia. Tổ chức này cũng quan ngại về vấn đề "người Việt Nam nhập cư trái phép vào bốn tỉnh của Campuchia" và khiến khu vực này trở thành "chư hầu do Việt Nam kiểm soát". Cùng ngày, phát ngôn viên Bộ Tư pháp đã cảnh báo người dân không nên tham gia vào các cuộc biểu tình bị kích động, đồng thời nhấn mạnh rằng những người tham gia có thể bị xử lý với tội danh "tấn công" và "âm mưu". Đến ngày 15 tháng 8, Thủ tướng Hun Manet tuyên bố sẽ chống lại những người có âm mưu "phá hoại đất nước" và "chia rẽ đất nước". Một ngày sau, Bộ trưởng Bộ Nội vụ Campuchia Sar Sokha đã cáo buộc "một nhóm nhỏ ở nước ngoài" đang phát tán những tin giả nhằm lật đổ chính quyền.

### Nỗ lực và dập tắt cuộc biểu tình
Để ngăn chặn cuộc biểu tình, từ tối ngày 17 tháng 8, hơn 1.000 nhân viên an ninh đã được triển khai ở khu vực thủ đô Campuchia, con số này tương đương 50% lực lượng cảnh sát ở thủ đô. Trên trang web của Cảnh sát Quốc gia Campuchia, Trung tướng Chuon Narin – cảnh sát trưởng Phnom Penh đã trấn an người dân về tình hình an ninh trật tự ở địa phương. Ông khẳng định lực lượng chức năng "sẵn sàng trấn áp bất kỳ nhóm cực đoan nào cố gắng tổ chức một cuộc biểu tình bất hợp pháp". Theo GardaWorld, cơ quan địa phương đã ban hành các biện pháp cấm tụ tập theo nhóm ở Phnôm Pênh và các tỉnh lân cận như Kandal cùng với lệnh cấm biểu tình trên toàn quốc. Hàng rào và các trạm kiểm soát đường bộ cũng được dựng lên ở các tòa nhà chính phủ và cơ quan nhà nước cấp tỉnh.
Từ trong đêm cho đến sáng hôm sau, cảnh sát địa phương đã bắt giữ 4 thành viên thuộc Hiệp hội Liên đoàn Sinh viên Khmer Thông minh (KLSA) tại chính văn phòng của tổ chức này, 3 viên chức đảng đối lập và 16 nhà hoạt động xã hội ở nhà riêng và khách sạn. Văn phòng của KLSA cũng bị tòa án thành phố Phnôm Pênh yêu cầu đóng cửa. Tổng cộng đã có 31 người biểu tình bị bắt giữ, trong đó có 2 phụ nữ. Nhiều thiết bị và vũ khi như xăng, dao, côn, dùi cui, ná cao su và đạn kim loại dùng cho súng hơi mà theo chính quyền địa phương là được sử dụng nhằm "lật đổ chính quyền". Về số lượng người bị bắt giữ cụ thể, người phát ngôn Cảnh sát Quốc gia đã từ chối cung cấp. Tuy nhiên, theo Tổ chức Theo dõi Nhân quyền, từ ngày 14 đến ngày 19 tháng 8, chính quyền Campuchia đã bắt giữ ổng cộng 60 người. Theo tuyên bố của tòa án, hầu hết người bị bắt giữ đều bị cáo buộc âm mưu lật đổ chính phủ, trong khi đó, một số khác là gây kích động gây mất an ninh trật tự. Bất chấp việc các vụ bắt giữ được tiếp tục, các nhóm đối lập ở nước ngoài vẫn tiếp tục kêu gọi một cuộc bạo loạn mới vào ngày 1 tháng 9 năm 2024.
Đến ngày 1 tháng 9, hàng chục người Campuchia ở Hàn Quốc và Hoa Kỳ đã tổ chức một cuộc biểu tình mới chống lại CLV–DTA. Trên trang Facebook chính thức của các nhà hoạt động Campuchia tại Hàn Quốc cũng đã yêu cầu chính phủ Campuchia "rời khỏi Sáng kiến CLV và lắng nghe người dân". Nhiều người biểu tình đã tuyên bố sẽ biểu tình cho đến khi nước này rút khỏi Sáng kiến.

## Kết quả
Vào ngày 19 tháng 8, 16 người tham gia một diễn đàn bảo trợ xã hội của KLSA bị bắt giữ vào ngày 17 đã được cho phép trở về nhà. Tuy nhiên, nhiều người khác vẫn còn bị giam giữ để thẩm vấn. Những ngày sau đó, chính quyền tiếp tục tăng cường kiểm soát các phương tiện ra vào Phnôm Pênh để ngăn chặn mọi nỗ lực lật đổ chính quyền. Trên Fresh News, một tờ báo ủng hộ chính phủ, đã đăng tải một đoạn video của kế toán viên KLSA Lach Tina, trong đó bà thừa nhận các sai lầm của mình khi lên kế hoạch tham gia cuộc biểu tình gây ảnh hưởng đến an sinh xã hội. Bà bày tỏ sự hối hận vì "một nhóm đối lập ở nước ngoài đã lợi dụng [cuộc biểu tình] để chống lại chính phủ" và kêu gọi "sự tha thứ" từ Hun Sen và Hun Manet. Đồng thời, kế toán viên này cũng tố cáo nhà hoạt động Alejandro Gonzalez-Davidson, người sáng lập tổ chức phi chính phủ Mother Nature, do có âm mưu lật đổ chính phủ.
Bộ Quốc phòng Campuchia thông báo rằng không có bất kỳ hoạt động biểu tình hay chống chính phủ nào diễn ra ở nước này vào ngày 18 tháng 8, mặc dù lực lượng vũ trang đã được đặt trong tình trạng báo động để ngăn chặn bất cứ hoạt động gây hỗn loạn nào. Theo tờ Khmer Times, vào ngày 21 tháng 8, Thủ tướng Hun Manet đã gửi lời cảm ơn tới lực lượng quân đội, cơ quan thực thi pháp luật và các cơ quan có liên quan khác vì đã nỗ lực duy trì an ninh, trật tự và ổn định xã hội ở quốc gia này. Ông khẳng định rằng "chính phủ sẽ không cho phép bất kỳ ai phá hoại hòa bình và gây ra bất ổn xã hội". Do nỗ lực biểu tình thất bại, một số địa phương ở Campuchia đã bắt đầu cắt giảm việc triển khai các lực lượng vũ trang.
Tính đến ngày 5 tháng 9, tổng cộng đã có 66 người bị bắt giữ. Trong khi đó, theo Tổ chức Ân xá Quốc tế đến ngày 28 tháng 8 thì đã có ít nhất 94 người bị bắt giữ bao gồm cả trẻ em. Đến ngày 20 tháng 9, Hun Sen chính thức tuyên bố rằng Campuchia sẽ rút khỏi Sáng kiến Tam giác Phát triển giữa ba nước. Ông cho biết vấn đề này đã được thảo luận với Thủ tướng Campuchia và việc rút lui là để tránh các nhóm đối lập "làm cái cớ để lừa dối người dân và kích động hỗn loạn xã hội". Cùng ngày, Bộ trưởng Bộ ngoại giao Campuchia Sok Chenda Sophea cũng đã gửi thư đến những người đồng cấp của Lào và Việt Nam với nội dung "nhiệm vụ hợp tác đã đạt được mục tiêu".

## Phản ứng

### Trong nước

#### Chính quyền Campuchia
Ngay sau khi có những thông tin về việc diễn ra một cuộc biểu tình vào ngày 18 tháng 8, người phát ngôn Bộ Tư pháp Campuchia đã gọi đây là một "cuộc cách mạng màu" do các thế lực thù địch dàn dựng nhằm "lật đổ chính phủ hoàng gia hợp pháp của Campuchia". Chủ tịch Đảng Nhân dân Campuchia Hun Sen cũng lên tiếng cảnh báo rằng sẽ xử lý nghiêm khắc những người kích động bạo loạn. Sau khi bắt giữ nhiều cá nhân liên quan cuộc biểu tình, người phát ngôn Bộ Nội vụ đã khẳng định vụ bắt giữ này nhằm "duy trì trật tự xã hội". Vào ngày 19 tháng 8, trong một tin nhắn trên Telegram, Thủ tướng Hun Manet đã gửi lời cảm ơn đến lực lượng vũ trang nước này vì đã "duy trì an ninh, trật tự công cộng và ổn định xã hội" thông qua việc thiết lập các trạm kiểm soát trên đường cao tốc và tại thủ đô. Người phát ngôn của lực lượng Cảnh sát Quốc gia Chhay Kim Khoeun đã tuyên bố rằng những âm mưu bạo loạn đã bị ngăn chặn nhờ vào các "biện pháp cứng rắn" và sự phối hợp giữa các cơ quan nhà nước. Đối với các cá nhân bị bắt giữ, ông khẳng định họ sẽ bị xử lý theo pháp luật.
Theo tướng Chhum Sucheat, phát ngôn viên Bộ Quốc phòng đã tuyên bố vào ngày 19 tháng 8 rằng các nỗ lực kích động biểu tình của các nhóm đối lập nước ngoài đã thất bại. Ông cho biết việc cố gắng lật đổ chính phủ hợp pháp theo cách phi dân chủ của các nhóm này là một "thất bại đáng xấu hổ mới" và gọi đây là "cách mạng màu". Sucheat cũng nói thêm rằng "người dân và thanh niên Campuchia không hề ngu ngốc, họ hiểu tình hình và đã chọn không tham gia hay ủng hộ các hoạt động của các nhóm đối lập". Vào ngày 31 tháng 8, Bộ Thông tin Campuchia đã đăng tải thông tin tổ chức các chuyến thăm đến các tỉnh Đông Bắc miễn phí từ ngày 7 tháng 9 để đánh giá sự phát triển của khu vực trong Sáng kiến và việc xây dựng các cơ sở hạ tầng đường vành đai dọc theo tuyến biên giới.

#### Truyền thông và xã hội
Giám đốc điều hành tổ chức phi chính phủ Liên đoàn thúc đẩy và bảo vệ nhân quyền Campuchia (LICADHO) Am Sam Ath đã bày tỏ quan ngại về việc bắt giữ hàng loạt người biểu tình của chính phủ. Theo Yong Kim Eng, Chủ tịch Trung tâm Phát triển và Hòa bình Nhân dân (PDP Center) đã cho rằng CLV–DTA không có gì sai trái, nhưng vấn đề nảy sinh từ sự thiếu hiểu biết và việc chính phủ không giải thích đầy đủ cho người dân. Eng kêu gọi chính phủ cần cung cấp thông tin minh bạch và tham gia đối thoại với người dân để họ được thông tin đầy đủ. Tương tự, Pa Chanroeun, Viện trưởng Viện Dân chủ Campuchia cho rằng chính phủ nên tổ chức đối thoại để nâng cao mức độ hiểu biết về sáng kiến cho người dân, thay vì bắt giữ những người phản đối. Đồng thời, phải điều tra xem liệu họ xuất phát từ tự nguyện, thông tin sai lệch về sáng kiến hay bị tác động bởi tuyên truyền từ nước ngoài.
Kin Phea, Viện trưởng Viện Quan hệ Quốc tế thuộc Viện Hàn lâm Hoàng gia Campuchia, nhận định rằng các mâu thuẫn bắt nguồn từ tinh thần yêu nước của người dân khi họ coi trọng và quan tâm đến các vấn đề biên giới, chủ quyền, độc lập và toàn vẹn lãnh thổ. Phea kêu gọi những ai đã bị kích động bởi "những kẻ xúi giục bên ngoài" hãy thừa nhận hành vi sai trái của mình và kêu gọi người dân không nên hoang mang trước những tuyên truyền của các phần tử theo chủ nghĩa cực đoan. Đối với các đối tượng bị bắt giữ, ông kêu gọi chính phủ nên thực hiện ân xá. Theo nhà phân tích Thong Mengdavid thuộc Viện Nghiên cứu Quốc tế và Chính sách Công cho rằng cuộc biểu tình đã phản ánh sự thiếu hiểu biết của người dân về CLV–DTA, vốn đã được ký kết từ năm 1999 và không liên quan đến việc thay đổi lãnh thổ hay ảnh hưởng đến chủ quyền quốc gia.

### Quốc tế
Theo đánh giá của The Diplomat, chính phủ Campuchia đã có những hành động thái quá đối với cuộc biểu tình về sáng kiến Tam giác Phát triển, mà chủ yếu xuất phát từ tâm lý bài Việt Nam, mặc dù Campuchia đã thực hiện các động thái ngoại giao nhằm tách rời khỏi Hà Nội trong những năm 2020. Tuy nhiên, điều này cũng cho thấy việc chính phủ vẫn quan ngại về các phong trào chính trị từ dưới lên liên quan đến các vấn đề với Việt Nam. Cựu lãnh đạo Đảng Cứu quốc Campuchia Sam Rainsy đã đăng tải trên X (trước đây là Twitter), cho rằng đây là những "phản ứng thái quá khủng khiếp nhưng quen thuộc" trong bối cảnh CPP bắt đầu siết chặt kiểm soát đối với các bài phát biểu chính trị. Họ đã đánh đồng các hành động phản đối chính trị và bất đồng chính kiến với những cuộc cách mạng màu nhằm lật đổ chính phủ với sự can thiệp từ thế lực nước ngoài. Đăng tải trên Đài Á Châu Tự Do, nhà bình luận chính trị Campuchia Seng Sary nhận định rằng các vấn đề liên quan tới CLV–DTA đã làm lu mờ nỗ lực quảng bá kênh đào Phù Nam Techo của chính phủ. Ông cũng cho rằng Hun Sen đã lợi dụng nó để loại bỏ những nhà hoạt động chính trị đối lập, các nhà phê bình xã hội và các tổ chức phi chính phủ còn tồn tại. Theo Seng Sary, "Những vụ bắt giữ gần đây chỉ làm sâu sắc thêm những nghi ngờ và lo ngại".
Nhà hoạt động chính trị Mu Sochua, từng giữ chức Bộ trưởng Bộ Phụ nữ và Cựu chiến binh hiện đang lưu vong ở Pháp, đã viết trên X rằng nổ lực ngăn chặn tranh luận về CLV–DTA của Hun Sen đã phản ánh "chứng hoang tưởng độc đoán" của ông và những lời kêu gọi công khai bắt giữ của cựu Thủ tướng Campuchia càng cho thấy ngành tư pháp của nước này không hoạt động độc lập mà chỉ là công cụ trong tay chính phủ. Dẫn lời BBC News, nhà nghiên cứu Rim Sokvy cho rằng tinh thần dân tộc của người Campuchia, đặc biệt là tâm lý chống Việt Nam, là yếu tố mà các phe đối lập không ngừng khai thác để gây áp lực lên chính quyền Hun Sen và Hun Manet. Vanna Hay, lãnh đạo Phong trào Cứu quốc Campuchia cho rằng Kampuchea Krom – phần đất bao gồm Đồng bằng sông Cửu Long và đảo Phú Quốc mà Việt Nam "xâm chiếm của Campuchia" chính là lý do dẫn tới làn sóng biểu tình này.
Teppei Kasai, một thành viên thuộc Tổ chức Theo dõi Nhân quyền châu Á tại Nhật Bản đã yêu cầu chính phủ Nhật Bản công khai kêu gọi Campuchia ngừng đàn áp những người bất đồng chính kiến và thả tự do những nhà hoạt động bị bắt giữ. Trả lời trước truyền thông về vấn đề một số người dân Campuchia biểu tình phản đối CLV–DTA, vào ngày 22 tháng 8, Người Phát ngôn Bộ Ngoại giao Việt Nam Phạm Thu Hằng cho biết mối quan hệ giữa ba nước Đông Dương là "di sản quý báu" cho cả ba dân tộc, đóng góp chung vào sự phát triển của ASEAN. Sáng kiến này đã giúp thúc đẩy phát triển kinh tế, thương mại và giao lưu nhân dân trong khu vực. Bên cạnh đó, bà tuyên bố rằng Việt Nam sẽ "phối hợp chặt chẽ" với các nước để tổ chức Hội nghị cấp cao sáng kiến Tam giác Phát triển vào tháng 12 năm 2024.